# Barnaulský duchovní seminář
Barnaulský duchovní seminář je vyšší vzdělávací instituce Ruské pravoslavné církve. Činnost je zaměřena na školení kleriků a církevního personálu.

## Historie
Roku 1869 zřídil svatý Makarij (Něvskij) Barnaulské duchovní učiliště, které bylo uzavřeno po Říjnové revoluci roku 1917.
Dne 6. června 1995 zahájil Svatý synod otevření ročních přípravných pastýřských kurzů a 25. prosince 1997 synod kurzy přeměnil na Barnaulské duchovní učiliště.
Roku 2006 získal statut duchovního semináře a stal se jediným duchovním vyšším vzdělávacím zařízením v Altajském kraji.
Počet studentů v semináři není pevný a je velmi proměnlivý.
Kvůli zkvalitnění výuky v oblasti IT seminář spolupracuje s Altajskou státní univerzitou.

## Vzdělávací proces
Seminář připravuje budoucí duchovní. Jedná se o může v letech 17 až 35 let, svobodní či ženatí (první manželství), kteří jsou absolventi 11 tříd. Doba studia je pět let.